# NGC 2622
NGC 2622 is een spiraalvormig sterrenstelsel in het sterrenbeeld Kreeft. Het hemelobject werd op 29 maart 1865 ontdekt door de Duitse astronoom Albert Marth.

## Synoniemen
- MCG 4-21-8
- MK 1218
- ZWG 120.13
- PGC 24269